# جاتونیوراک کاکا
جاتونیوراک کاکا (به اسپانیایی: Jatunyurac Caca) یک کوه در پرو است که در , منطقه پونو پرو واقع شده‌است. جاتونیوراک کاکا ۵٬۰۰۰ متر بالاتر از سطح دریا واقع شده‌است.